# 유럽 고속도로 15호선
유럽 고속도로 15호선(영어: European route E15)는 국제 연합의 국제 E-로드 네트워크의 노선으로 남북 방면 주요 도로이다. 영국의 인버네스를 출발점으로 스코틀랜드 남부와 프랑스를 거쳐 스페인의 알헤시라스를 종착점으로 한다. 파리와 런던사이의 대부분의 길이 LGV북선과 하이스피드1과 평행하다.

## 경로

### 영국
다른 유럽 고속도로와 같이 유럽 고속도로 15호선은 영국에서 표기하거나 공식적으로 인정하지 않는다.
- A9: 인버네스 - 퍼스
- M90, A90: 퍼스 - 에든버러
- A902, A720: 에든버러 순환
- A68: 에든버러 - 오터번
- A696: 오터번 - 뉴캐슬어폰타인
- A1, A1(M): 뉴캐슬어폰타인 - 런던
  - 템스강 북쪽으로 M25, 다트퍼드 터널로 A282, 템스 강 남쪽으로 M25로 런던에서 동쪽으로 통과한다. 이 구간은 A1과 에식스주 브렌트우드 사이의 유럽 고속도로 30호선을 합류한다.
- M20: 런던 - 포크스턴
- A20: 포크스턴 - 도버
  -  영국 도버에서  프랑스 칼레까지 영국 해협은 채널 터널로 연결한다.

### 프랑스
- A26, A1: 칼레- 파리
- A6: 파리 - 리옹
- A7: 리옹 - 마르세유 - 오랑주
- A9: 오랑주 - 나르본 - 페르피냥

### 스페인
- AP7: 라 홍케라 - 지로나 - 바르셀로나 - 타라고나 - 카스테욘 데라플라나 - 사군토
- A7: 사군토 - 실라
- AP7: 실라 - 알리칸테
- A7: 알리칸테 - 무르시아 - 아드라
- N340: 아드라 알무녜까르
- A7: 알무녜까르 - 말라가
- AP7: 말라가 - 구아디아로
- A7: 구아디아로 - 알헤시라스
- N357: 알헤시라스

※ A7과 AP7은 서로 교차하면서 주행가능한 도로이다.